# Immanuel De Reuse
Immanuel De Reuse (Roeselare, 7 november 1971) is een Belgisch Vlaams-nationalistisch politicus voor het Vlaams Belang.

## Levensloop
De Reuse werd filiaalhouder van de meubelwinkel Leen Bakker in Roeselare. Begin 2012 werd De Reuse door een collega van Leen Bakker beschuldigd van verkrachting. Na het onderzoek door het parket van Kortrijk werd de klacht geseponeerd en werd hij buiten vervolging gesteld. Desondanks werd hij ontslagen op zijn werk. Vervolgens werd hij administratief bediende bij Venalis Veilinghouders.
Zijn vader Herman De Reuse zetelde voor het Vlaams Blok en daarna het Vlaams Belang jarenlang in het Vlaams Parlement. Immanuel De Reuse trad in zijn voetsporen en was van 2001 tot 2012 OCMW-raadslid van Roeselare. Sinds januari 2013 is hij gemeenteraadslid van de stad. In de gemeenteraad van Roeselare is hij sinds 2014 fractievoorzitter voor zijn partij. 
Bovendien was De Reuse van 2006 tot 2019 provincieraadslid van West-Vlaanderen. Bij de Vlaamse verkiezingen van 26 mei 2019 stond hij als eerste opvolger op de Vlaams Belang-lijst in West-Vlaanderen. Omdat verkozene Lut Deforche-Degroote besloot om niet te zetelen, volgde De Reuse haar op in het Vlaams Parlement. Hij werd er lid van de commissie Welzijn, Volksgezondheid, Gezin en Armoedebestrijding. Op 9 juni 2024 werd hij als West-Vlaams lijsttrekker herkozen. 
In oktober 2020 kwam hij in opspraak nadat hij zich in de commissie Welzijn van het Vlaams Parlement liet ontvallen dat terugkerende Syriëstrijders een nekschot verdienen.